# William Chambers (arkitekt)

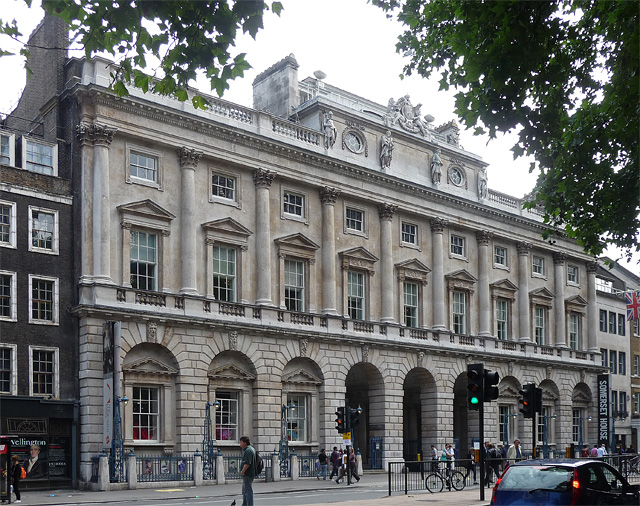
Entrén till Somerset House sedd från entrésidan The Strand mot norr. Detta byggnadsverk räknas som Chambers främsta i London och sysselsatte honom från 1776 och fram till hans död 20 år senare.

William Chambers, född 23 februari 1723 i Göteborg, död 8 mars 1796 i London, var en svensk-brittisk hovarkitekt och trädgårds- och landskapsarkitekt verksam i London. Chambers utbildade sig till arkitekt i Paris och Rom och betraktas som det sena 1700-talets viktigaste engelska arkitekt. Han blev inspirerad av ostindisk arkitektur och kinesisk arkitektur i samband med tre resor för Svenska Ostindiska Companiet under åren 1740–49 till Bengalen, nuvarande Bangladesh, och till Kanton, nuvarande Guangzhou. 
Chambers blev 1757 utnämnd till ritlärare för Prinsen av Wales, senare Georg III, och anlade samtidigt trädgård och byggnader i Kew Gardens i sydvästra London. År 1761 blev han förste hovarkitekt hos Georg III i Kungariket Storbritannien. Chambers var 1768 en av grundarna av Royal Academy of Arts, där han blev dess förste skattmästare med konstnären Sir Joshua Reynolds som preses. Han mottog 1770 Nordstjärneorden och blev därefter adlad som Sir William. 
Hans arkitektur har en tonvikt på nyklassicism med Somerset House som främsta exempel, utfört och tillbyggt 1776–96. För det svenska hovet utförde han ritningar till trädgårdarna vid Svartsjö slott och Ulriksdals slott. Av svenska byggnader kan i första hand nämnas ritningar till Partille herrgård. Den svenske arkitekten Fredrik Magnus Piper utbildades i London med stöd av Chambers och praktiserade även på dennes kontor.

## Familj
William Chambers föddes av skotska föräldrar. Fadern var John Chambers (1695–1735) – uppvuxen i Kingston upon Hull. Farfadern hade bidragit med stora pengar till Karl XII:s arméer i kriget mot tsar Peter av Ryssland. Fadern som var mäklare och delägare i firma "Chambers & Pierson (Pehrsson)" i Göteborg från 1716, blev borgare den 12 april 1727. Modern Sara Chambers, född Elphinston, var troligen släkt med George Elphinston; styrman och kapten i Ostindiska kompaniet. Moderns flicknamn har uppgivits som Pintzou (Pinkau). William hade fyra syskon: Sara (1724–85), Johan/John (född 1726) och Elizabeth (1728–36) samt Maria/Mary (1731–74).
Från 1723, Williams födelseår, bodde familjen i ett hus i hörnet av Kungsgatan och Västra Hamngatan – nuvarande Kungsgatan 38–40 och Västra Hamngatan 11. Fadern dog 1735 och modern Sara 1740. Barnen fick då två förmyndare; Benjamin Hall och John Innes. Brodern John fick tjänst hos Svenska Ostindiska Kompaniet och gjorde fem resor 
med olika fartyg innan han blev fast placerad superkargör i Kanton 1769–72. Han bosatte sig därefter också i London.
Sara gifte sig första gången den 24 november 1747 med läkaren Georg Bellenden (1718–70). Efter dennes död gifte hon om sig den 5 april 1772 med riksdagsmannen och direktören vid Svenska Ostindiska Kompaniet Martin Törngren (1735–99), som var en förmögen köpman. Maria gifte sig med David Sandberg, adlad af Sandeberg, direktör vid det Svenska Ostindiska Kompaniet.
William Chambers gifte sig 1753 med Catherine More. Med henne fick han fem barn, som nådde vuxen ålder. År 1770 skrev han sin självbiografi, avfattad på god svenska. På äldre dagar besvärades Chambers av astma och efter en långvarig sjukdomstid dog han i sitt hem på Norton Road i London.

## Uppväxten i England och ungdomsåren med Svenska Ostindiska Kompaniet

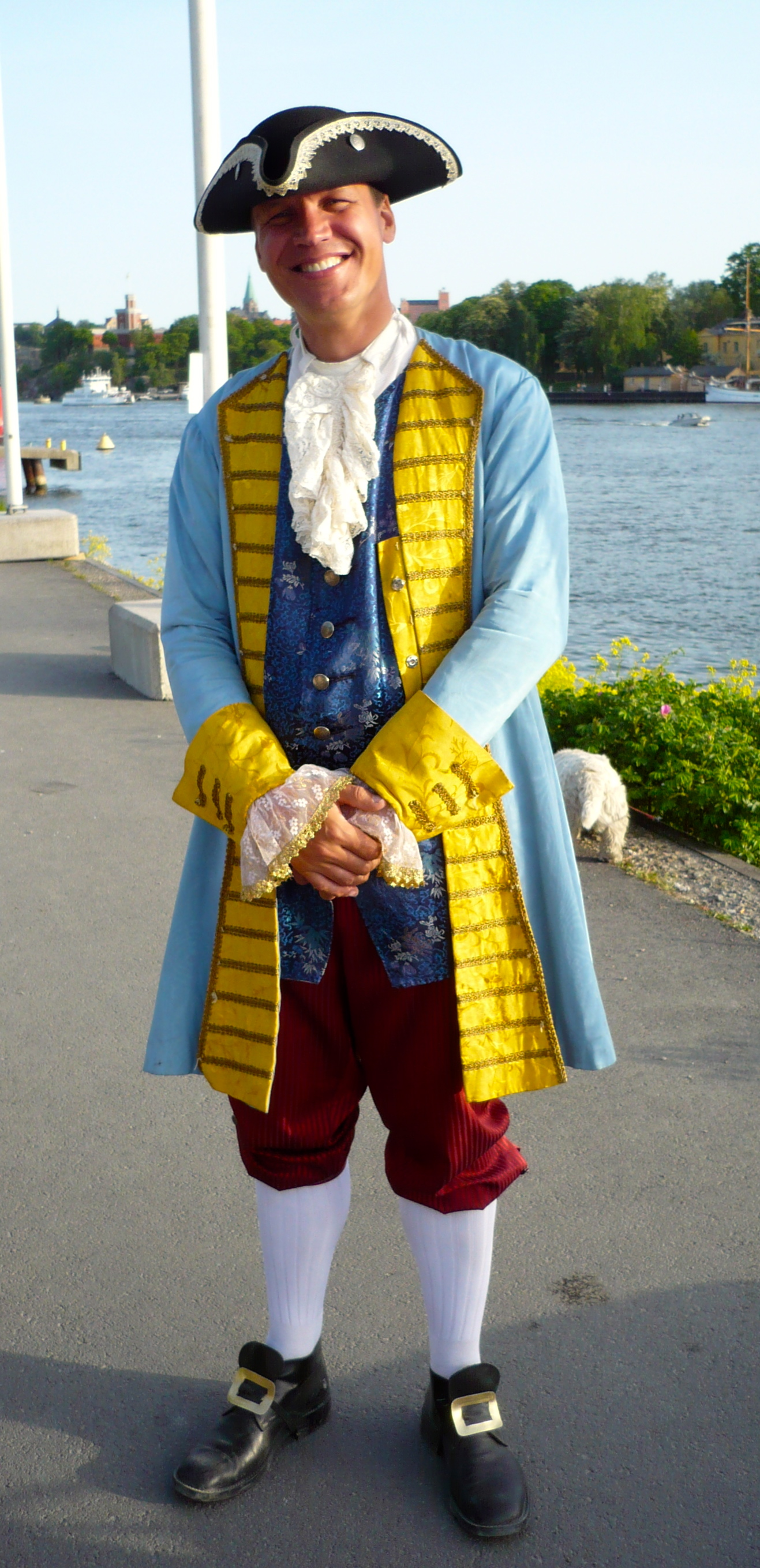
En Superkargör vid Svenska Ostindiska Companiet. Så här kan William Chambers varit klädd när han representerade "Kompaniet".

Efter faderns död den 21 mars 1735 flyttade William till England där han gick i Ripon Grammar School i Yorkshire. Han återvände till Göteborg i samband med moderns död 1740, för sitt första engagemang i Ostindiska Kompaniet. 
I april 1740 gick han med "Fredericus Rex Sueciae" till Bengalen, som lärling till den biträdande superkargören. Denna tjänst innebar ansvar för försäljning och köp av kompaniets last i de hamnar som fartyget anlöpte. Chambers återkom till Göteborg den 18 oktober 1742. Sedan han tjänstgjort ett halvår på kompaniets kontor gick han åter till sjöss i maj 1743 på fartyget "Riddarhuset", som gjorde en seglats på två och ett halvt år till Kanton. Troligen var Chambers assisterande superkargör på den resan. Skeppet gjorde några månaders uppehåll i Kanton och det var troligen där och då som Chambers intresse för arkitektur väcktes. 
På hösten 1745 var han tillbaka i Sverige och for sedan vidare till England, Holland och norra Frankrike. Den 26 januari 1748, påbörjade han sin tredje resa med kompaniet till Ostindien. Denna gång gick han med fartyget "Hoppet" till Kanton. Hans befattning var tredje superkargör. En annan kargör ombord var David Sandberg, adlad af Sandeberg, som 1756 gifte sig med Chambers syster Maria. Chambers studerade ivrigt kinesernas byggnadskonst och hela den övriga kinesiska kulturen. Han beslutade, att med lämpliga förändringar, anpassa stilen till europeiska förhållanden.

## Utbildningen till arkitekt
Efter sin återkomst till Sverige den 11 juli 1749 tog han avsked från kompaniet. Han reste därefter vidare till Paris för att grundligt inhämta mer kunskap om arkitektur. Han kom där i kontakt med den svenske ambassadören i Frankrike, C.F. Scheffer, som skrev ett antal rekommendationsbrev för honom till flera framstående personer i Italien, dit han reste för fortsatta studier under fem år. William Chambers bosatte sig i november 1755 i London med hustrun Catherine, där han också öppnade sitt arkitektkontor. En av kontorets adresser var Berners Street/Oxford Street. Efter rekommendationer från Lord Bute, blev han 1757 ritlärare åt den dåvarande prinsen av Wales (Georg III) och utgav under dennes beskydd samt med bistånd från sina vänner i Göteborg praktverket Designs of Chinese Buildings, Furniture etc. (1757), vilket efterföljdes av A treatise on civil architecture (1759); med nya upplagor 1768 och 1826.

## Hovarkitekt i England

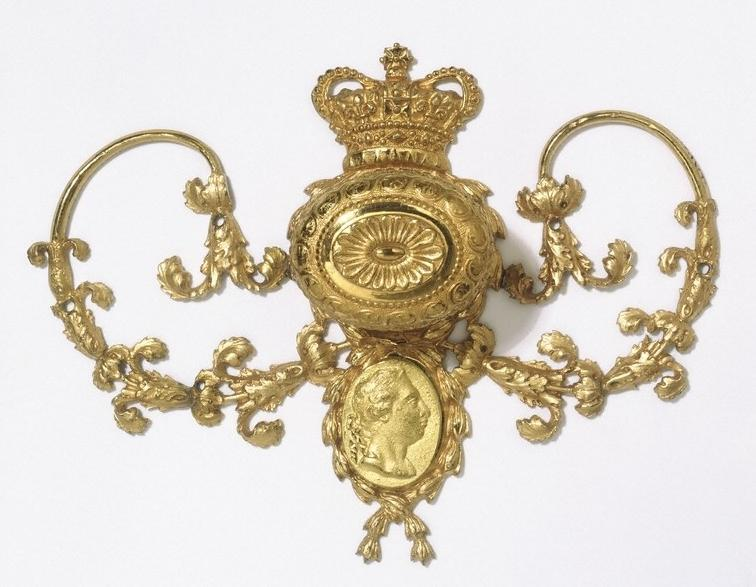
Handtrycke för Somerset House, cirka 1785, formgiven av Sir William Chambers. V&A Museum no. 4013-1855.

Redan tidigt fick William Chambers i uppdrag att anlägga en trädgård i Kew åt prinsens mor Augusta. Han tillämpade då sina nya idéer rörande trädgårdskonst och dekorativa byggnader. Hans nygestaltning av parken och Kews byggnader skildrades i ett stort praktverk: Plans, elevations, sections, and perspeclive views of the gardens and buildings at Kew in Surrey (1763), som utfördes av den tidens bäste kopparstickare. Emellertid mötte Chambers smak ganska mycket motstånd och han fick därför anledning att ge ut en särskild avhandling till försvar för sina åsikter, Dissertation on Oriental Gardening, (1772), ny upplaga 1773; översättning till franska och tyska). År 1762 fick Chambers uppdraget att bygga om Buckingham House efter kungens krav. Kostnaden uppgick till 73 000 pund.
År 1762 valdes Chambers in i Acedémie Royale d'Achitecture i Paris och fyra år senare blev han medlem av den svenska Vetenskapsakademien. Tillsammans med Robert Adam utsågs han 1761 till kungens förste arkitekt. Det dröjde till 1769 innan han krönte sin bana genom att efterträda Henry Flitcroft som chef för "Board of Works" - den engelska motsvarigheten till Byggnadsstyrelsen.
Med kungens stöd grundades 1768 Royal Academy of Arts av Chambers som skattmästare, och med
konstnären sir Joshua Reynolds som preses. I praktiken var det Chambers som kom att leda akademiens överläggningar och verksamhet..
William Chambers kom i diskussion med poeten William Mason, som utgivit en dikt om de engelska trädgårdarna. Konungens förtroende för Chambers var emellertid orubbat och han fick i uppdrag att bygga om och bygga till Somerset House (1776–96) i London - ett storartat byggnadsverk, som anses tillhöra 1700-talets förnämsta engelska byggnader. Bland hans övriga arbeten kan nämnas Blackfriarsbron och Adelphi Buildings. Dessa utförde han tillsammans med bröderna Adam.

## Slottsarkitekt även i Sverige

### Ritningar till Svartsjö slott och Nordstjärneorden

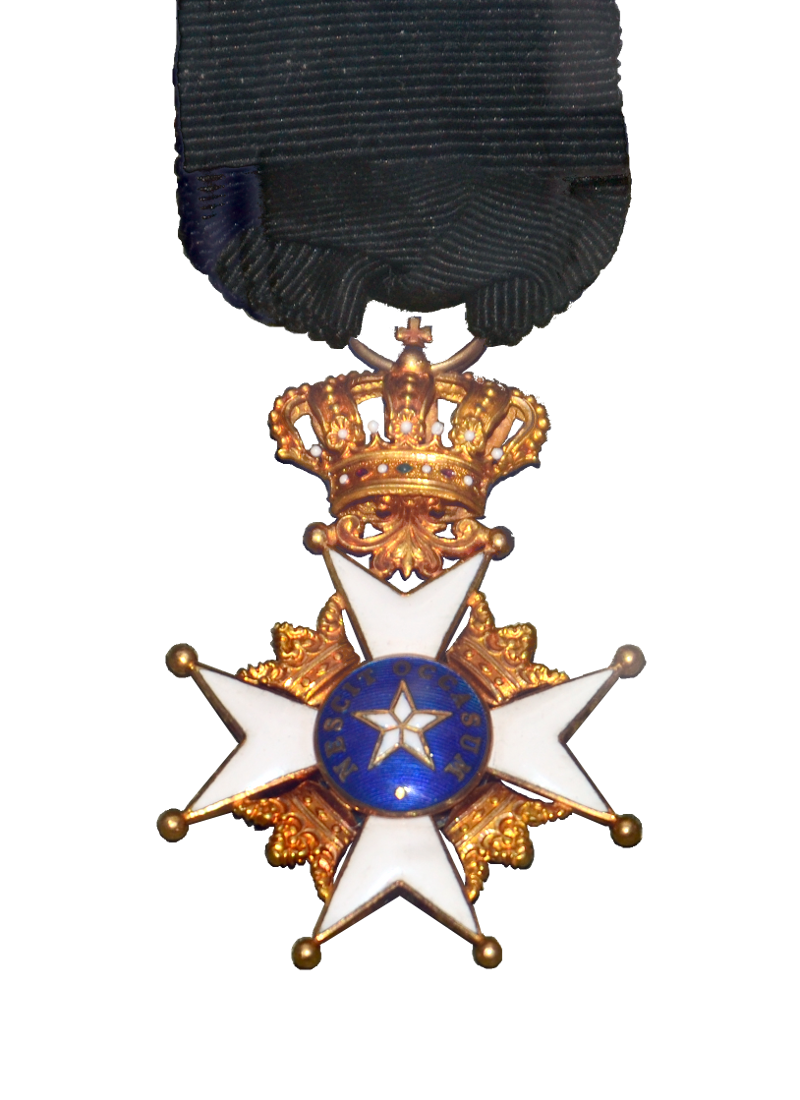
Nordstjärneorden är en kunglig orden, numera endast utdelad till utländska alternativt statslösa medborgare eller till medlemmar av det svenska kungahuset.

I slutet av 1767 fick Chambers av drottning Lovisa Ulrika ett guldskrin med inläggningar föreställande svenska kungliga slott. Detta var mer än en vänskapsgest i utbyte för böckerna "Kew, Chinese Buildings" och "Treatise", som han hade sänt till drottningen. William Chambers utförde 1769 idéskisser och ritningar för Svartsjö slott tillsammans med sin elev Edward Stevens. Detta var en nedbantad variant av Chambers tidigare ritningar till Harewood. 
Förslaget var redan från början chanslöst eftersom det helt gick på tvären mot den arkitektoniska traditionen i Sverige och dessutom inte tillgodosåg det svenska kungaparets krav på ett stort och representativt slott. Istället godkändes Carl Fredrik Adelcrantz projekt våren 1770 och utbyggnaden stod färdig tre år senare. 
William Chambers, som hade varit mycket tillmötesgående genom att snabbt utföra ett förslag, visade att han var synnerligen välinformerad. Troligen hade han fått hjälp av sin tidigare mentor, diplomaten och greven Carl Fredrik Scheffer. Denne såg nu till att William Chambers ändå fick sin belöning – Nordstjärneorden – utdelad 1770. Detta var visserligen en mycket betydande utmärkelse, men inte alls detsamma som ett adelskap. Chambers lyckades på ett oerhört skickligt sätt förädla den svenska utnämningen till ett engelskt adelskap. Titeln "Knight of the Polar Star" var fjärran från ett svenskt adelskap, men kung Georg III jämställde den ändå till att motsvara ett engelskt adelskap.
Det omfattande och prestigefulla uppdraget med Somerset House i London gjorde dock, att fortsatta uppdrag för svenska intressenter tillfälligt fick läggas åt sidan.

### Ritningar till slottsträdgården vid Svartsjö slott

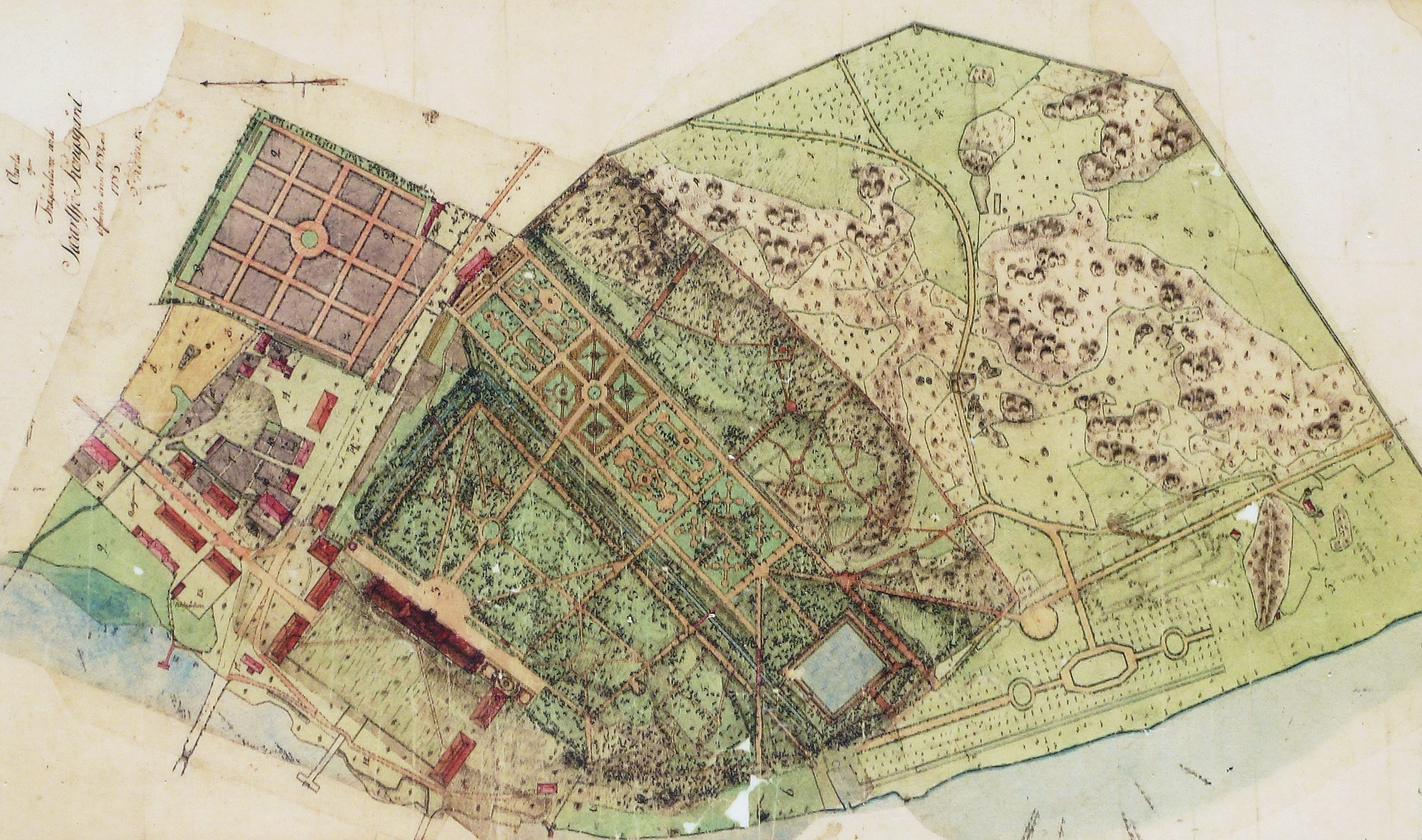
Trädgården vid Svartsjö slott 1785.
Norr är till vänster i bild.

Vårvintern 1773 planerade änkedrottning Lovisa Ulrika att omgestalta och framförallt utöka den gamla trädgården vid Svartsjö slott med en engelsk park. Eftersom det i Sverige ännu inte fanns någon kvalificerad arkitekt som kunde rita trädgårdar i enlighet med den nya engelska smaken var det naturligt att hon vände sig till William Chambers i London. Att döma av Chambers egen brevväxling hade han inte tillfälle att besöka Svartsjö, utan fick bygga sitt arbete på uppmätningar. I mars 1774 var arbetet klart. I sitt följebrev riktat till den svenske ministern i London, baron Gustaf Adam von Nolcken, var William Chambers noga med att framhålla att förslaget kunde utföras till en modest kostnad och tillgodose såväl nytta som nöje. Det framgår av Chambers brev, att hans möjligheter att göra en mer radikal förändring av den äldre formträdgården var begränsade eftersom änkedrottningen redan bestämt att den gamla anläggningen skulle bibehållas. I "The Board of Trustees of the Victorian and Albert Museum" finns sir William Chambers konceptkopia från 1774 med förslag till generalplan för trädgården vid Svartsjö slott, (Penna, brunt bläck, 77,7 x 57,5 cm).
Det skulle dröja ända till tiden efter försäljningen av Drottningholms slott innan änkedrottningens ekonomi var så god att trädgårdsprojektet kunde genomföras. Även Hårleman och Adelcrantz gjorde upp planer för trädgårdens omgestaltning och utvidgning, men endast en del av dessa kom till utförande. Det är känt att anläggningsarbeten företogs i trädgården under åren 1780–81, men vilka planer som förverkligades är oklart.

### Ritning till slottsparken vid Ulriksdals slott och kontakten med Fredrik Magnus Piper
I oktober 1772 sände Chambers ett exemplar av sin nyligen utkomna Dissertation on Oriental Gardering till Gustav III. Året därefter översände han även den franska versionen av boken. Det finns en ritning från omkring 1775 bevarad i det kungliga slottsarkivet med förslag till ny kunglig lustträdgård vid Ulriksdals slott. Skissen är en laverad akvarell utförd med penna i brunt bläck med måtten 66 x 48,4 cm. Förslaget kom aldrig till utförande trots att Chambers tagit hänsyn till den rådande smaken i Sverige.
När den unge Fredrik Magnus Piper sändes till England för arkitekturstudier var han utrustad med ett kungligt introduktionsbrev till Chambers. Med hjälp av denne fick Piper både tillträde till undervisningen vid Royal Academy of Arts och under en tid arbeta på Chambers´ arkitektkontor med bland annat bottenvåningen till Melbourne House (1773). Fredrik Magnus Piper betraktade Chambers som sin "Förste Mästare i Konsten". När Piper återkom till Sverige från sina utlandsstudier 1780 fick han möjlighet, att fullkomna Gustav III:s egenhändiga förslag till engelsk park vid Drottningholms slott och naturpark vid Haga.

### Ritningar till Råda säteri

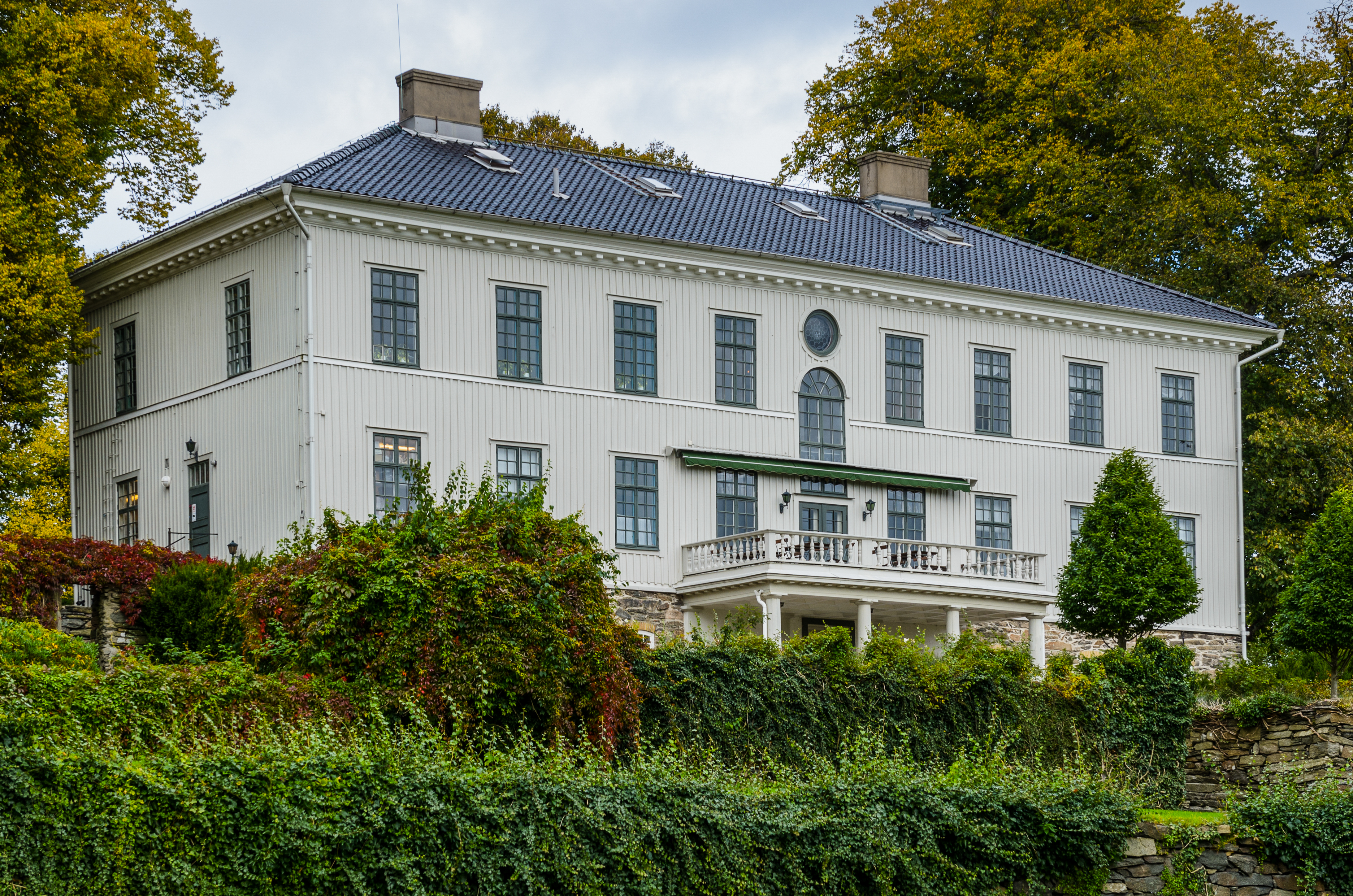
Råda säteri 2012.

I Sverige bistod troligen William Chambers med ritningar till Råda säteri, som uppfördes 1770–72. Hans yngre syster Sara (1724–85) blev änka 1770 och gifte två år senare om sig med ägaren till säteriet, Martin Törngren.

### Översiktsritningar och modeller till Partille herrgård
Chambers ritade sannolikt även "Slottet", Partille herrgård (1773–77 och 1780) på uppdrag av David af Sandeberg och dennes hustru Mary, född Chambers. Systern Mary hade gift sig med Sandberg, som var Chambers ungdomsvän och kollega i Ostindiska kompaniet. Denne blev så småningom direktör i kompaniet och adlad af Sandeberg år 1772. Följande år lät svågern uppföra den herrgårdsliknande gården i Partille. Flera byggnadsdelar till herrgården var direktimporterade från England, såsom fasadtegel, fönsterkarmar och dörrar. Möjligen kan Chambers ha utfört översiktsritningar och en miniatyrmodell av herrgården. Arbetsritningarna var troligen verk av den då unge arkitekten Carl Wilhelm Carlberg i Göteborg.

### Förebilder till Kinesiska paviljongen vid Grönsö slott

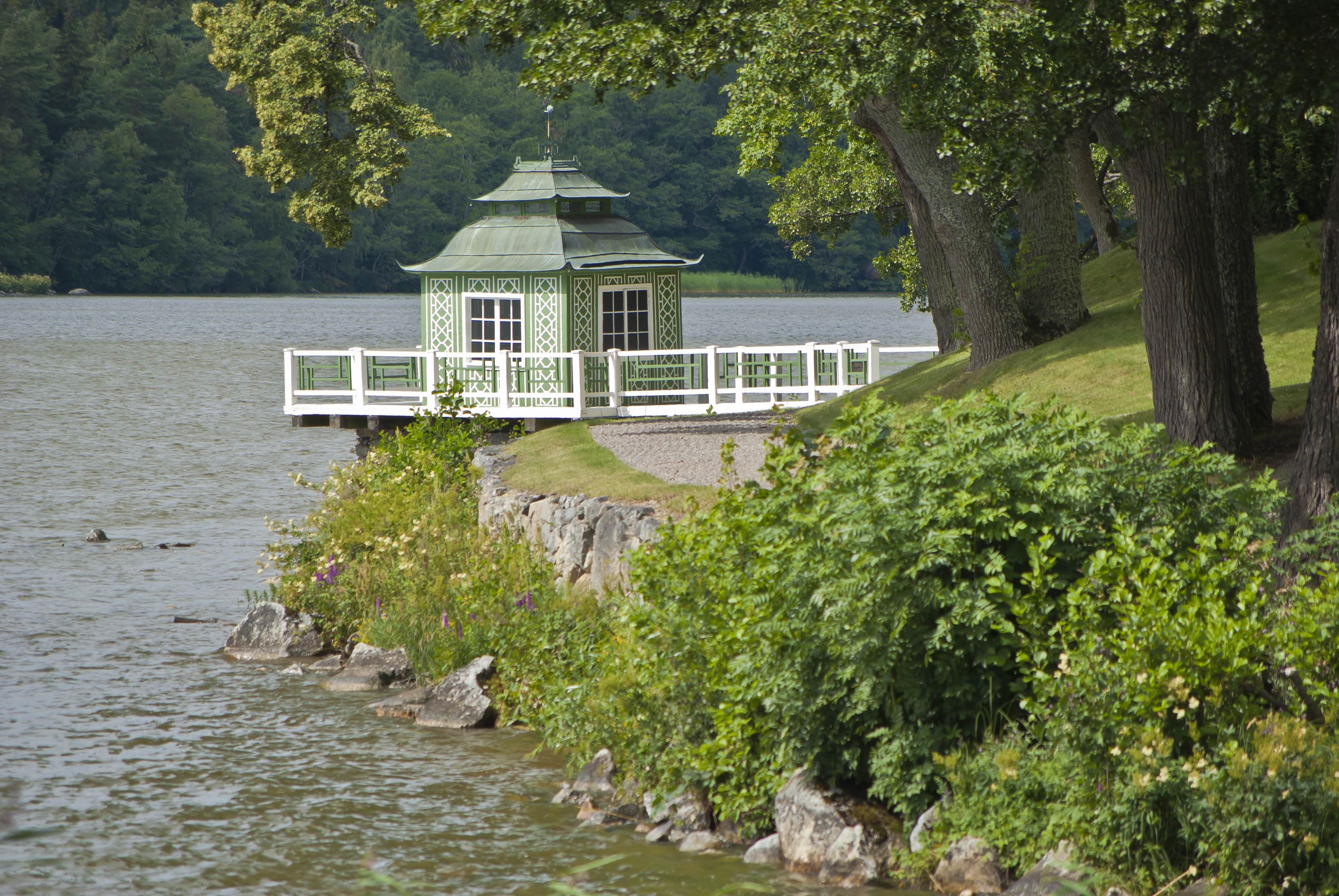
Kinesiska paviljongen vid Grönsö slott i juli 2009.

Under 1700-talets andra hälft ägdes godset av stockholmsläkaren David von Schulzenheim, som 1786 lät bygga en kinesisk paviljong - ett lusthus - vilken i dag är en av Grönsö slotts stora sevärdheter. Paviljongen är belägen vid vattnet och uppfördes efter förebilder av Chambers och är invändigt dekorerad med snäckor och mineraler från Ostasien.

### Besök av svenskar i London
En av Chambers vänner, James Maule, skrev i sina daganteckningar för augusti 1771: "Besökte Börsen (London Stock Exchange) och träffade John Wilson. Träffade även flera svenskar hos sir William Chambers. Söndagen hos sir William Chambers till Hampton Court där hans familj bodde".
Orientalisten Jacob Jonas Björnståhl skrev efter ett besök hos Chambers i London 1775:
| ” | Han räknar sig för svensk och talar även språket alldeles som en svensk. Han hedrar verkligen vår nation; han har ett ganska vackert hus, där han emottager svenskar och undfägnar dem på ett fursteligt vis. | „ |

## Självbiografi och eftermäle

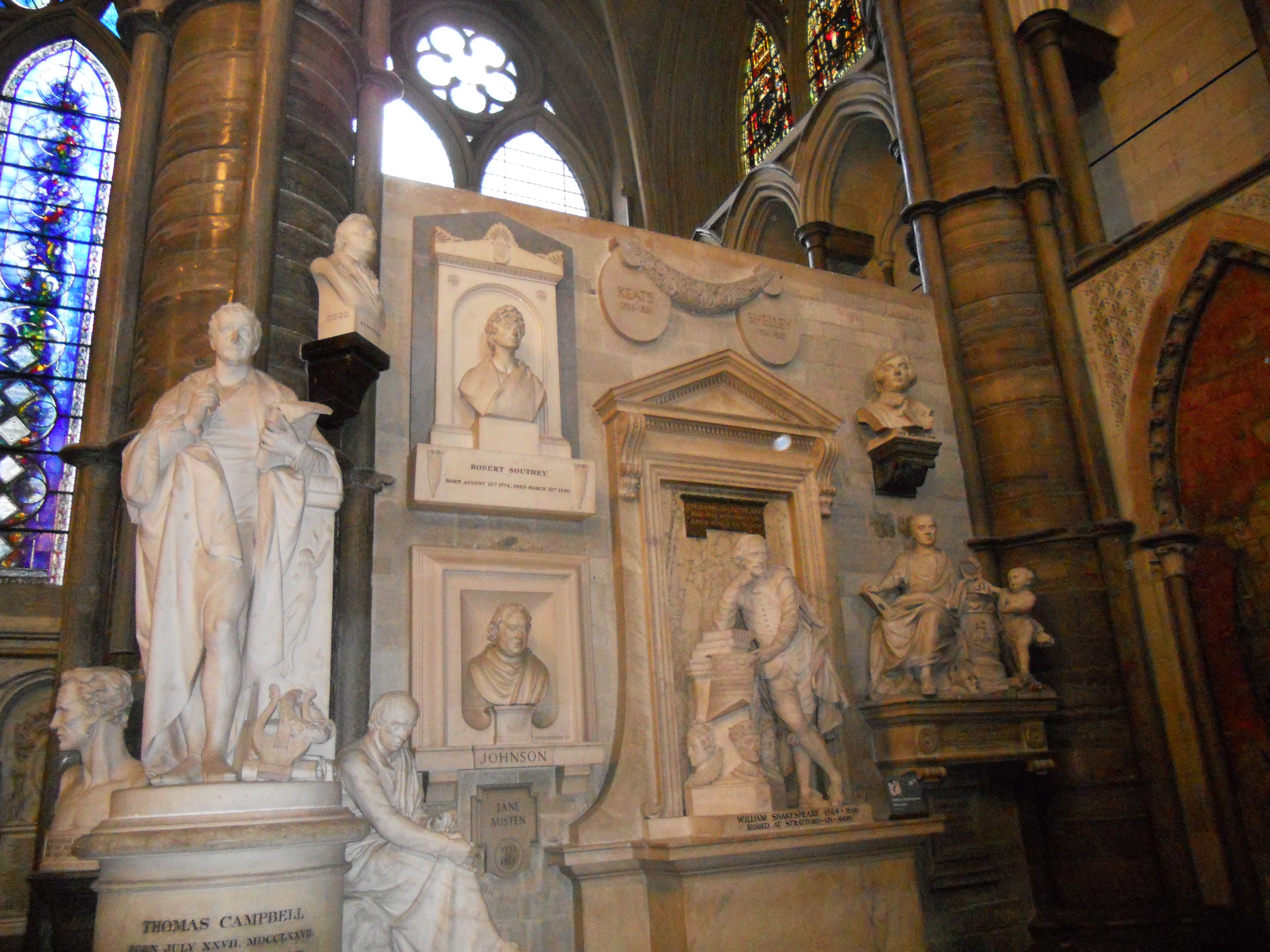
The Poets Corner i Westminster Abbey.

Chambers åtnjöt mycket stort anseende av sin samtid. Han var konungens byggnadskontrollör och var medlem av flera berömda akademier i Europa – bland annat den svenska Vetenskapsakademien (1766). År 1776 blev Chambers medlem av Kungliga Akademien för de fria konsterna. I Sverige blev William Chambers 1771 dubbad till Riddare av Nordstjärneorden av kung Gustaf III och kung Georg III medgav att han fick använda sin riddartitel även i England. William Chambers är begravd vid the Poets' Corner i Westminster Abbey. På hans minnesplatta står det:
| ” | Sir William Chambers, Knight of the Polar Star, Architect, Surveyor General of His Majesty's Works, F.R.S., F.A.S., R.S. Died March 8th, 1796. Aged 74. | „ |

Med anledning av 200-årsminnet av Chambers död 1996 visades på Courtauldgalleriet i Somerset House i London ett urval av silverpjäser och klockor, ritningar och skisser samt album från Chambers studieresor. Dessutom visades en översikt av hans byggnader och en modell av kröningskaleschen. Nationalmuseum i Stockholm visade utställningen året därpå.

## Bibliografi

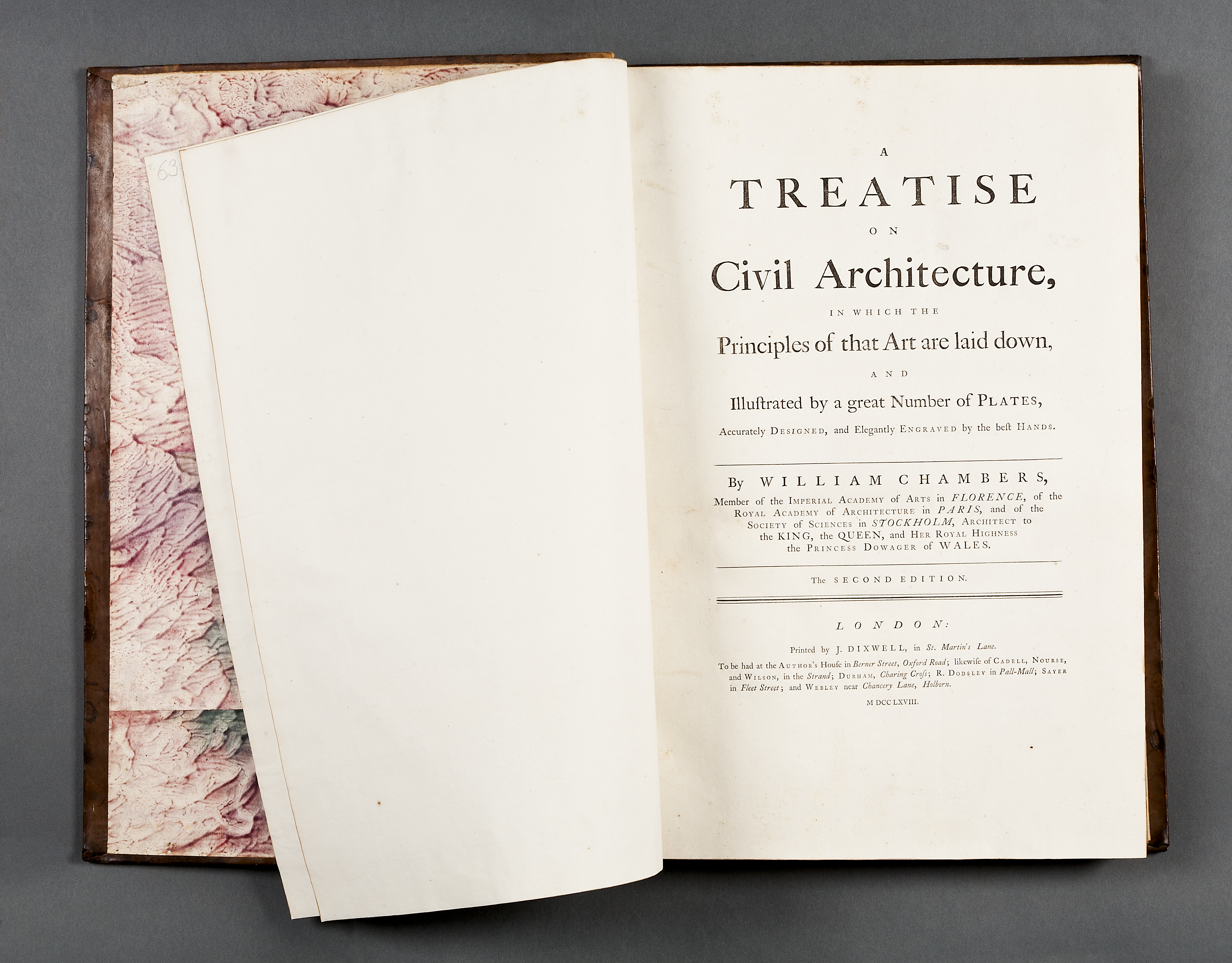
Boken Treatise on Civil Architecture, Skoklosters slotts samlingar

## Främsta verk

### Somerset House

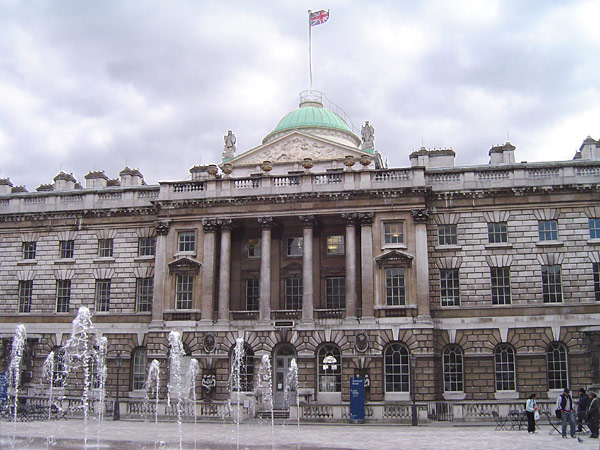
Gårdssidan av Somerset House med Edmond J. Safras fontän.

Somerset House i London är hans mest berömda byggnad, vilken tog det mesta av hans kraft och tid under två decennier från 1776 till 1796.

### Kew Gardens
Inom Kew Gardens är de flesta av de 25 byggnaderna, som Chambers ritade, borta sedan länge. 
De sex som återstår är följande: 
- Orangeriet från 1761, som numera inrymmer en restaurang.
- Pagoden i tio våningar och 50 meter hög, stod färdig 1762.
- Arethusas tempel - för en av jaktgudinnan Dianas nymfer, från 1758.
- Ruinen av bågvalv, från 1759-60.
- Bellonas tempel, för den romerska krigsgudinnan Bellona, klart 1760.
- Aeolus tempel - för stormarnas och vindarnas gud Aeolus - ursprungligen en träbyggnad från 1760-63 och återuppbyggt i sten 1845.[52]

Sir William Chambers ritade en tillbyggnad för bland annat bibliotek och musiksalong till Kew Palace.

## Bildgalleri med byggnader i Kew Gardens ritade av Chambers

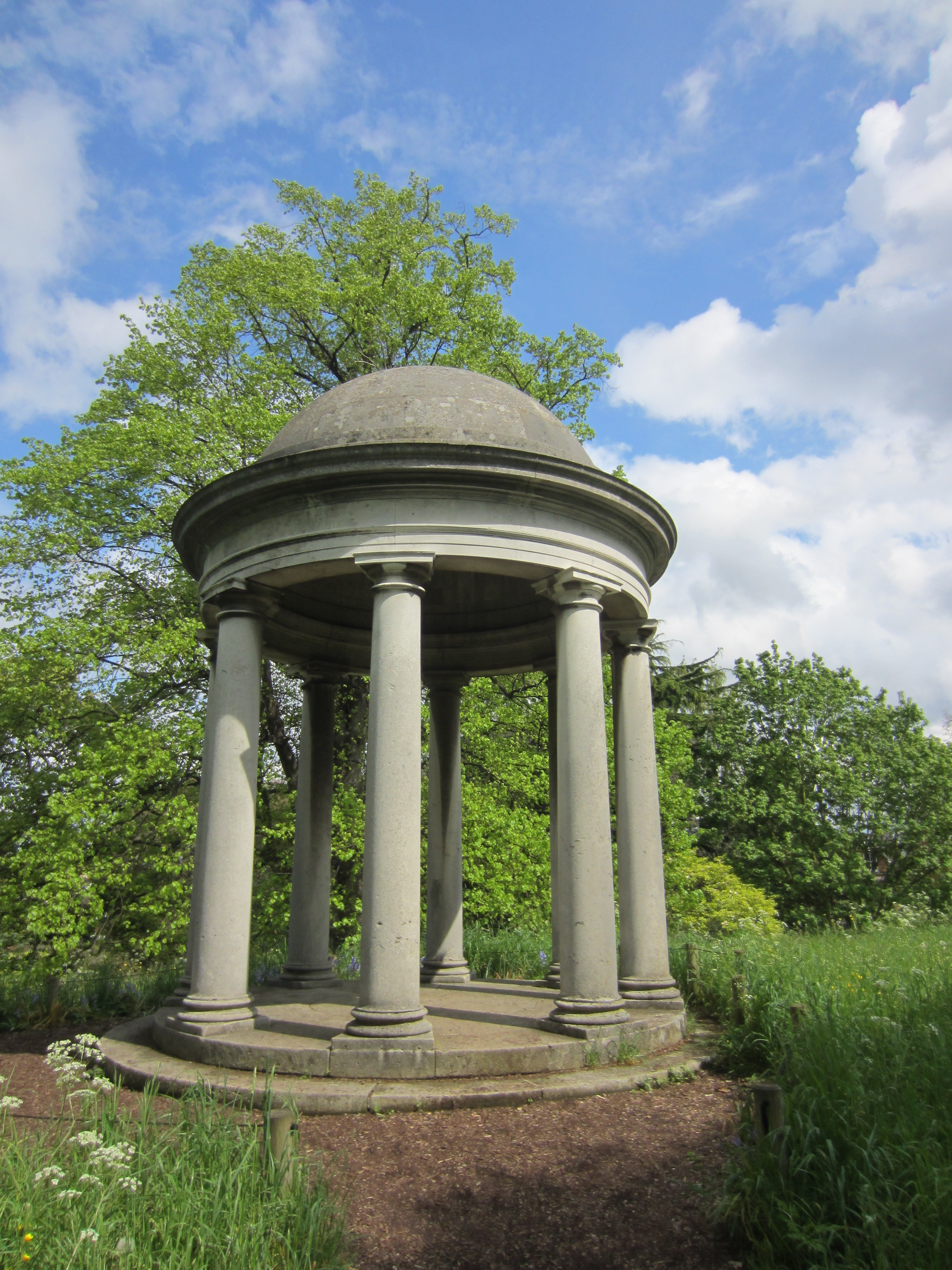
"Aeolus tempel" för vindarnas och stormarnas gudom i Kew Gardens, i trä från 1760-63 och i sten från 1845.
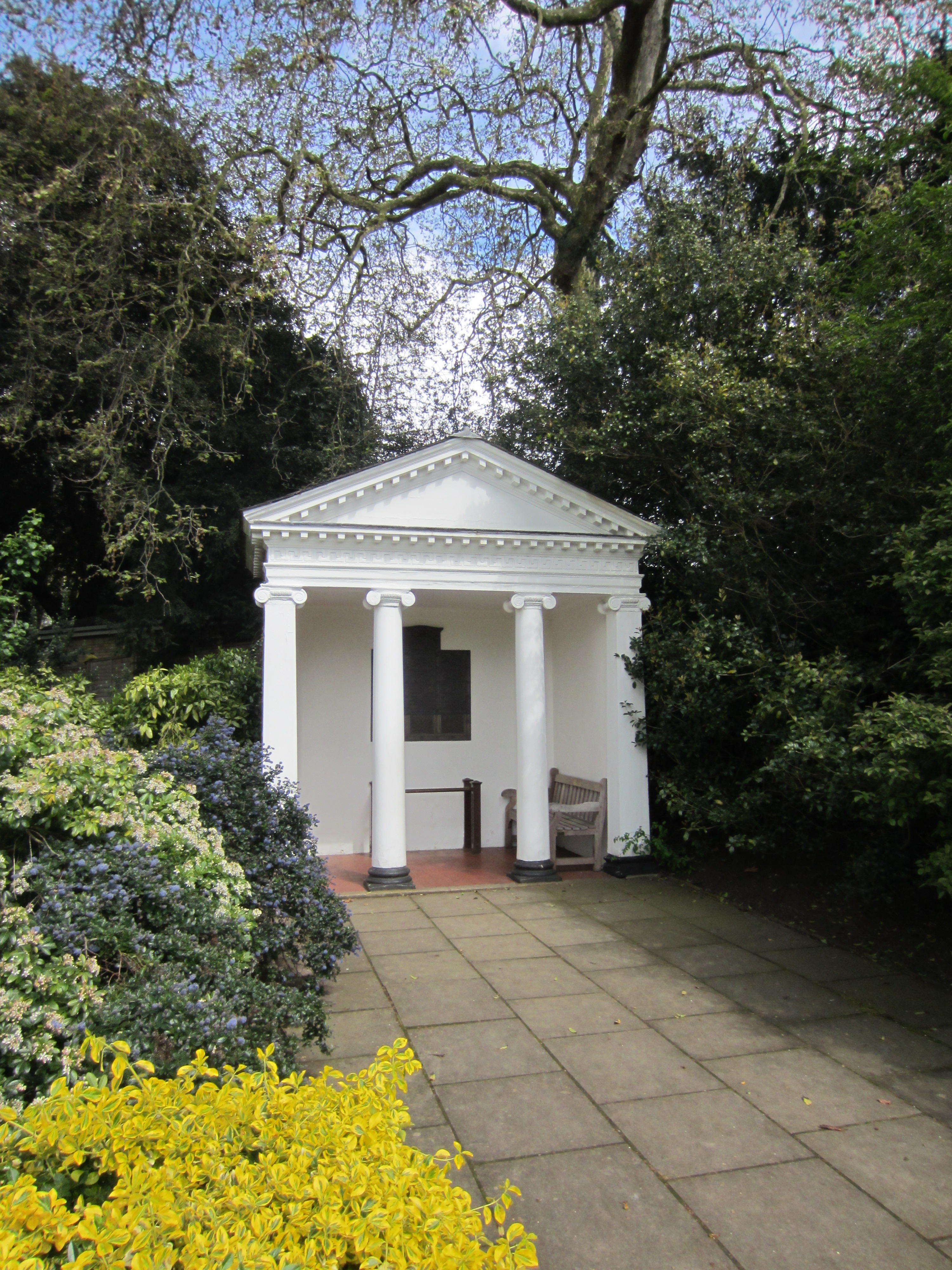
"Arethusas tempel" som stod klart 1758 och är uppkallat efter en av jaktgudinnan Dianas nymfer, Kew Gardens.
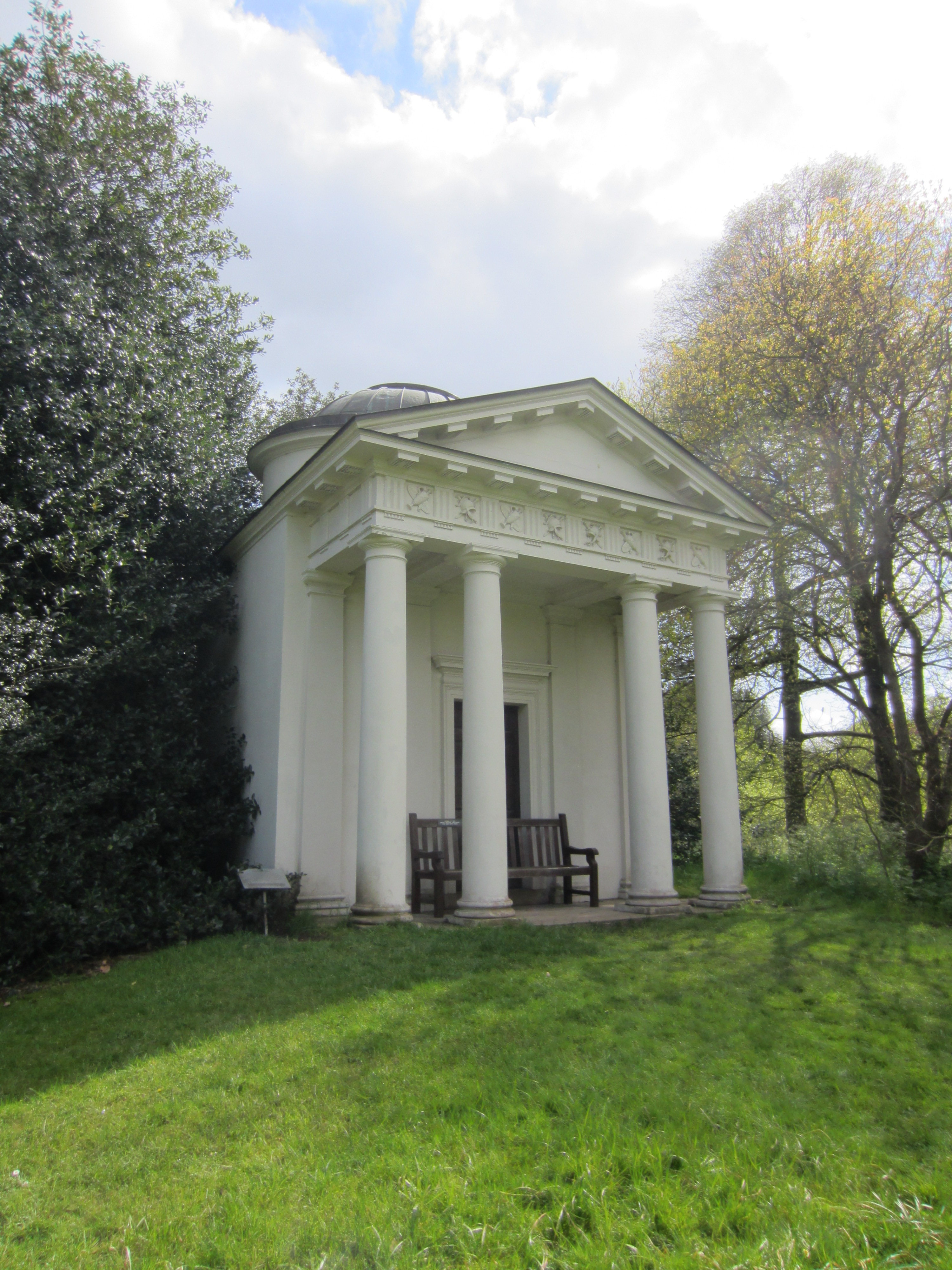
"Bellonas tempel" från 1760 är uppkallat efter den romerska krigsgudinnan, Kew Gardens.
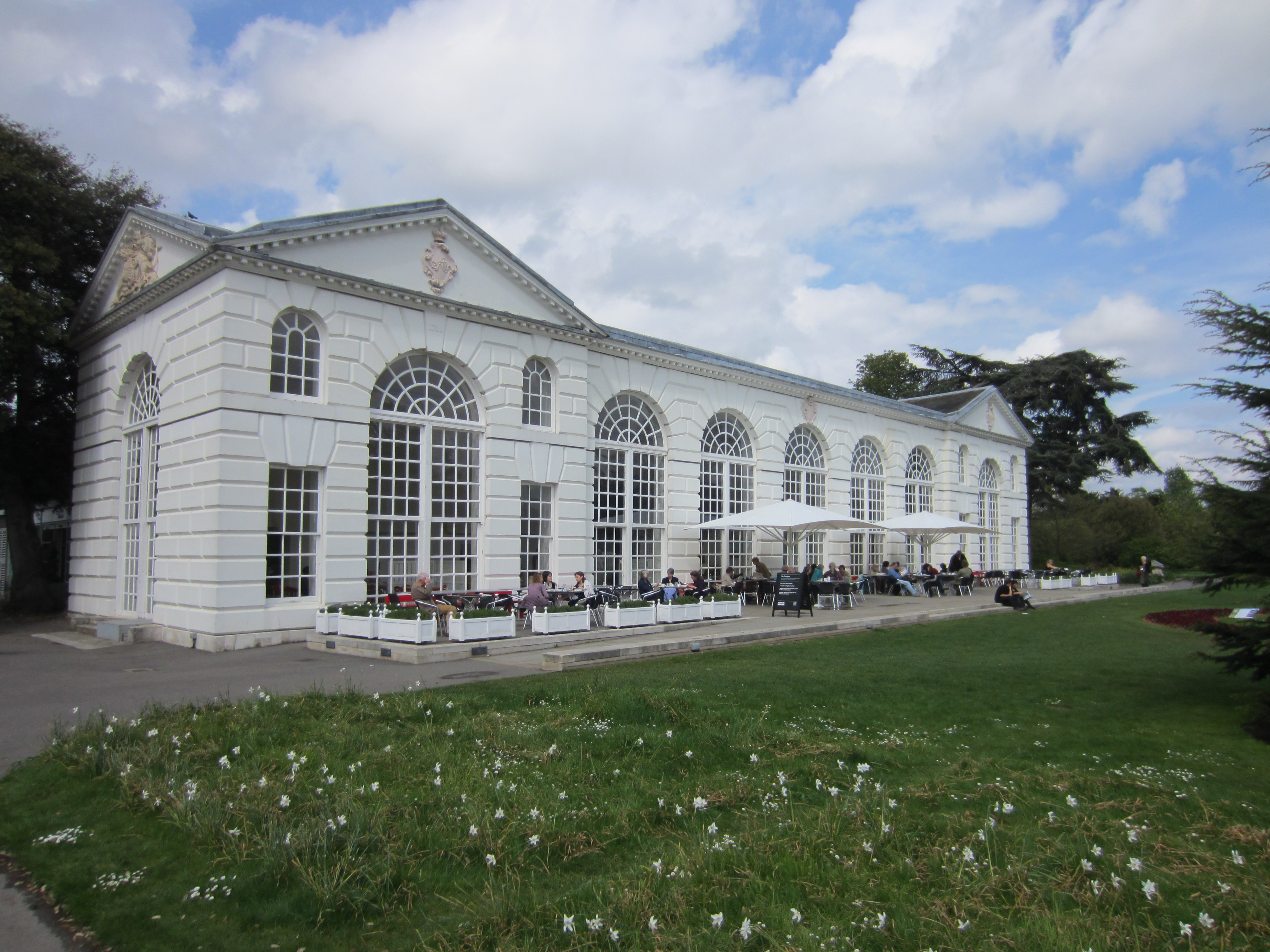
Orangeriet i Kew Gardens från 1761. Numera är det konverterat till restaurang.
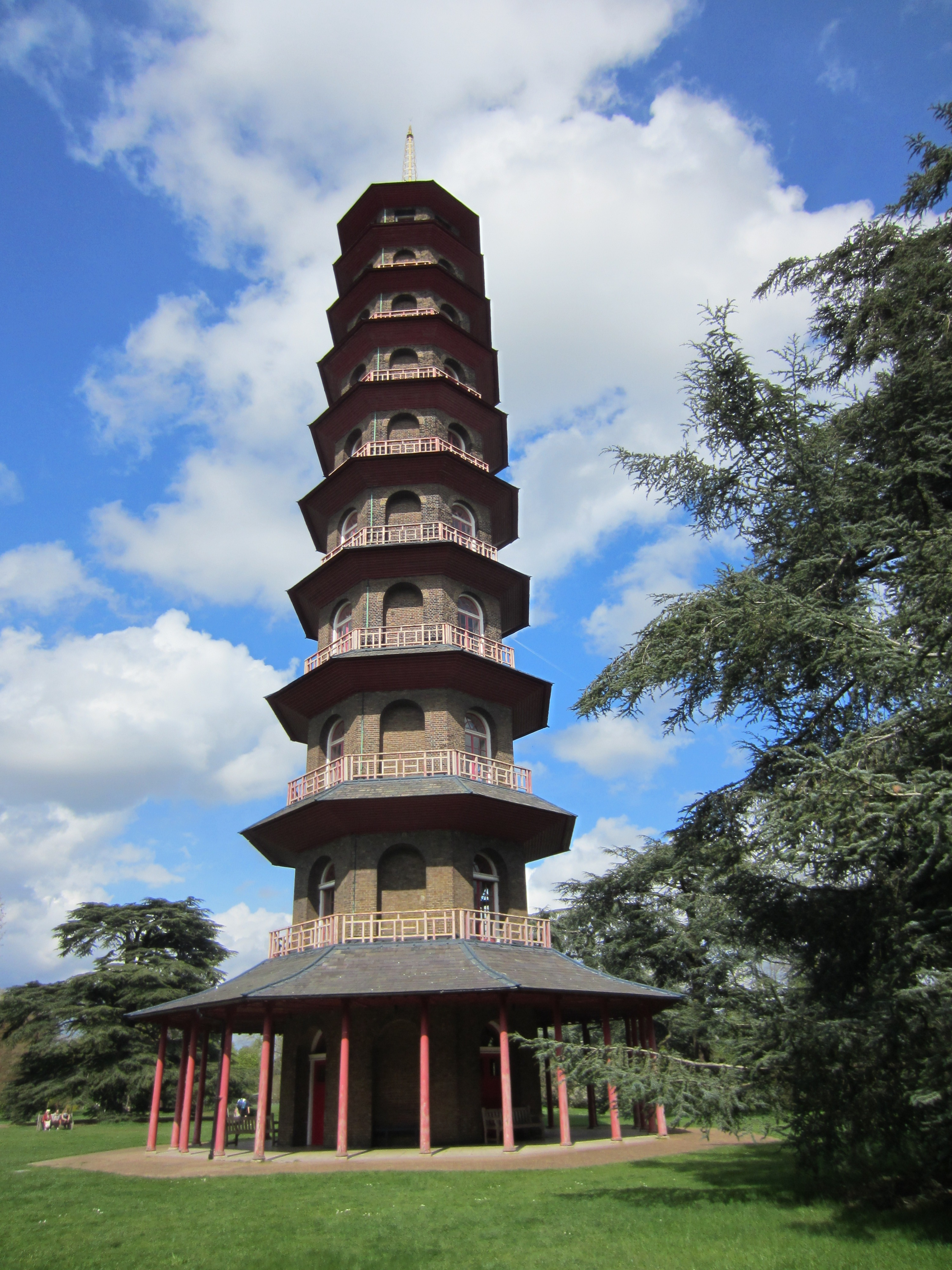
"Pagoden" med tio våningar, som stod klar 1762 i Kew Gardens.
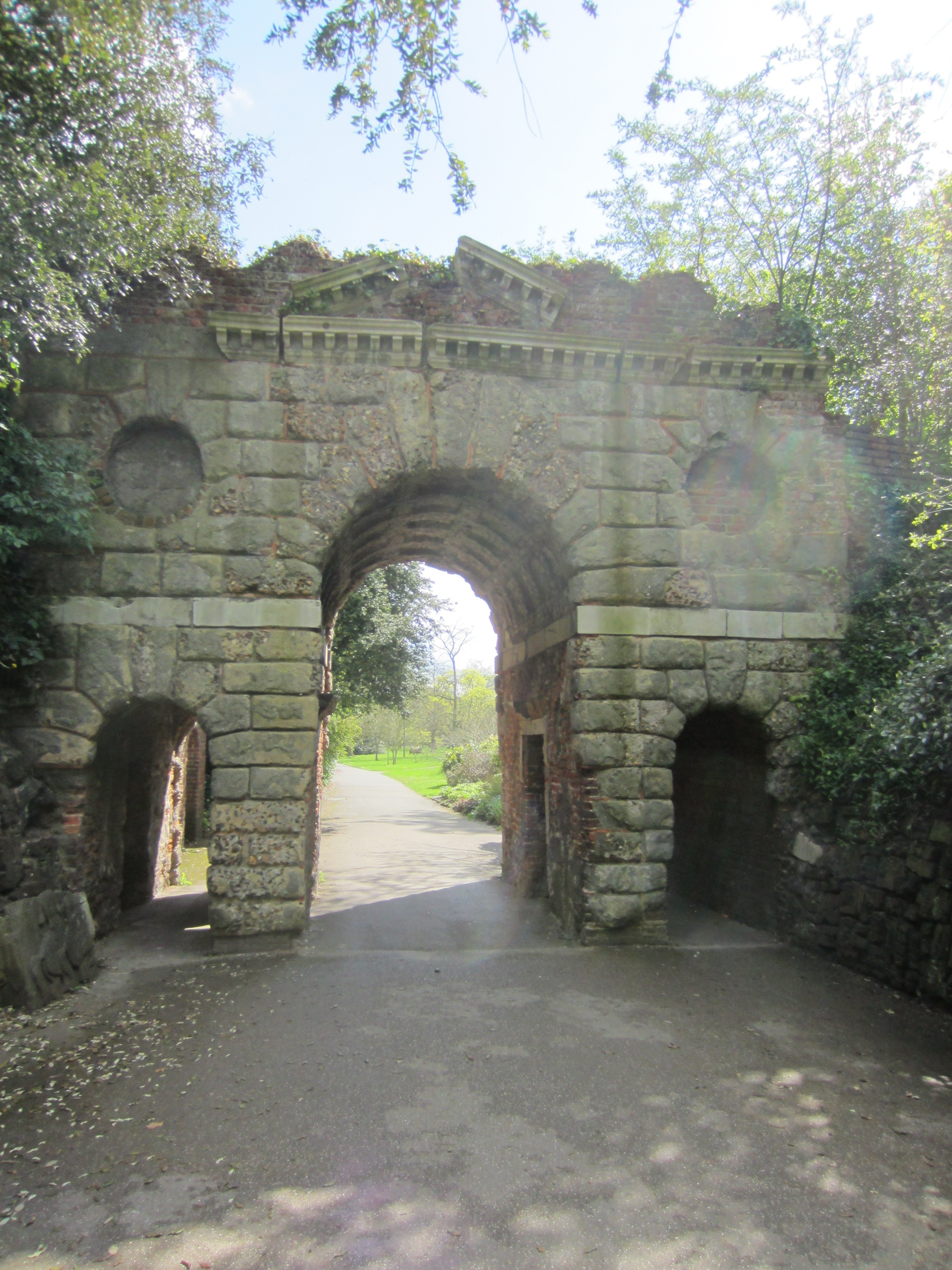
"Ruinen med valvbågarna" ifrån 1759. Idag är den mer ruin än någonsin förr, Kew Gardens.
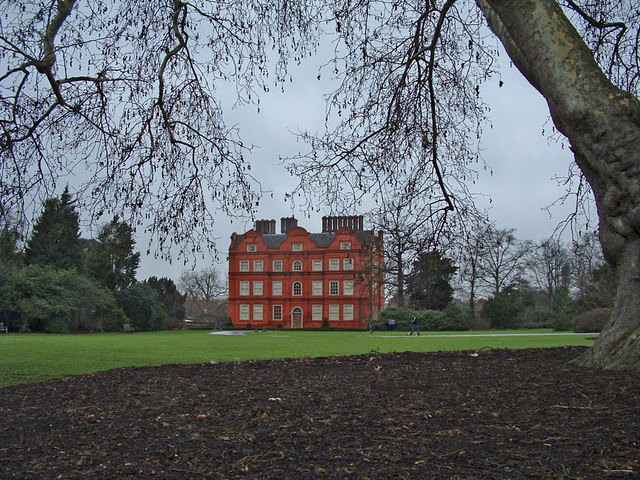
Kew Palace, Kew Gardens, där sir William Chambers ritade en tillbyggnad av slottet.

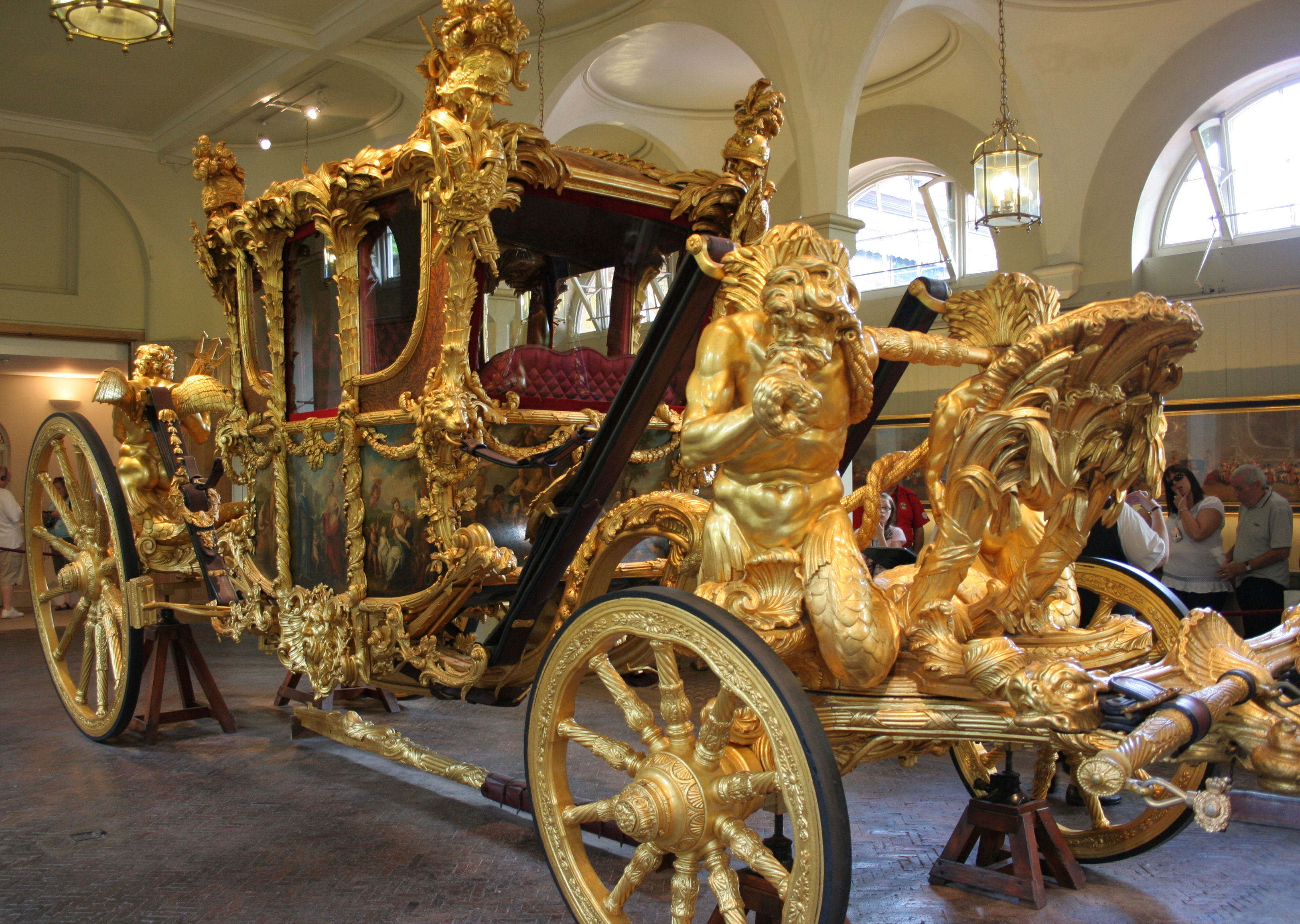
"Den gyllene kungavagnen", Royal Mews, London.

### Gold State Coach
"Den gyllene kungavagnen" ("The Gilded State Coach"), utställd i Royal Mews i London, är fortfarande i bruk som den brittiska monarkens kröningskalesch.

### Milton Abbey
Chambers är förknippad med nygotiken med anknytning till Milton Abbey i Dorset och planeringen av det närbelägna samhället Milton Abbas, ibland ansett som den första planerade bebyggelsen i England. Detta arbete utfördes i samarbete med landskapsarkitekten Lancelot "Capability" Brown 1780 för Joseph Damer, 1st Earl of Dorchester, som ville flytta den befintliga byn längre bort från sitt hem vid Abbey.

### Hedsor House, Buckinghamshire
Hedsor House, Buckinghamshire, sätesgården för Lord Boston, hovstallmästare hos George III.

### The Wick House
The Wick House, på uppdrag (1772) av konstnären Sir Joshua Reynolds.

### Charlemont House och Casino at Marino
Till James Caulfeild, 1st Earl of Charlemont, ritade han Charlemont House och Casino at Marino.

### Kapell och teater vid Trinity College i Dublin
Kapellet och teatern vid Trinity College, Dublin.

### Roehampton Villa - nu benämnt Parkstead House
Roehampton Villa är till stor del bevarat liksom innertaken, nu benämnt Parkstead House, för William Ponsonby, 2nd Earl of Bessborough. Han formgav även två trädgårdstempel (ett är återuppbyggt 2008), motsvarande finns vid Royal Botanic Gardens, Kew.

### Pagoden, Pagoda Gardens, Blackheath
Pagoden, i Pagoda Gardens, Blackheath, London tillskrivs Chambers. Ett trevåningshus byggt som en paviljong (c. 1775) för Henry Scott, 3rd Duke of Buccleuch, har ett tak i Kinastil med dramatiskt uppåtsvängda hörn. Carolina av Braunschweig bodde här 1799 efter skilsmässan från sin make, sedermera Georg IV av Storbritannien.

### Kapellet Trinity House Chapel i Hull
Det enkla kapellet Trinity House Chapel i Hull, 1772.

## Bildgalleri med ett intressant urval av byggnader ritade av Chambers

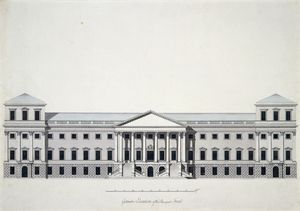
Richmond Palace, skiss - ej utfört
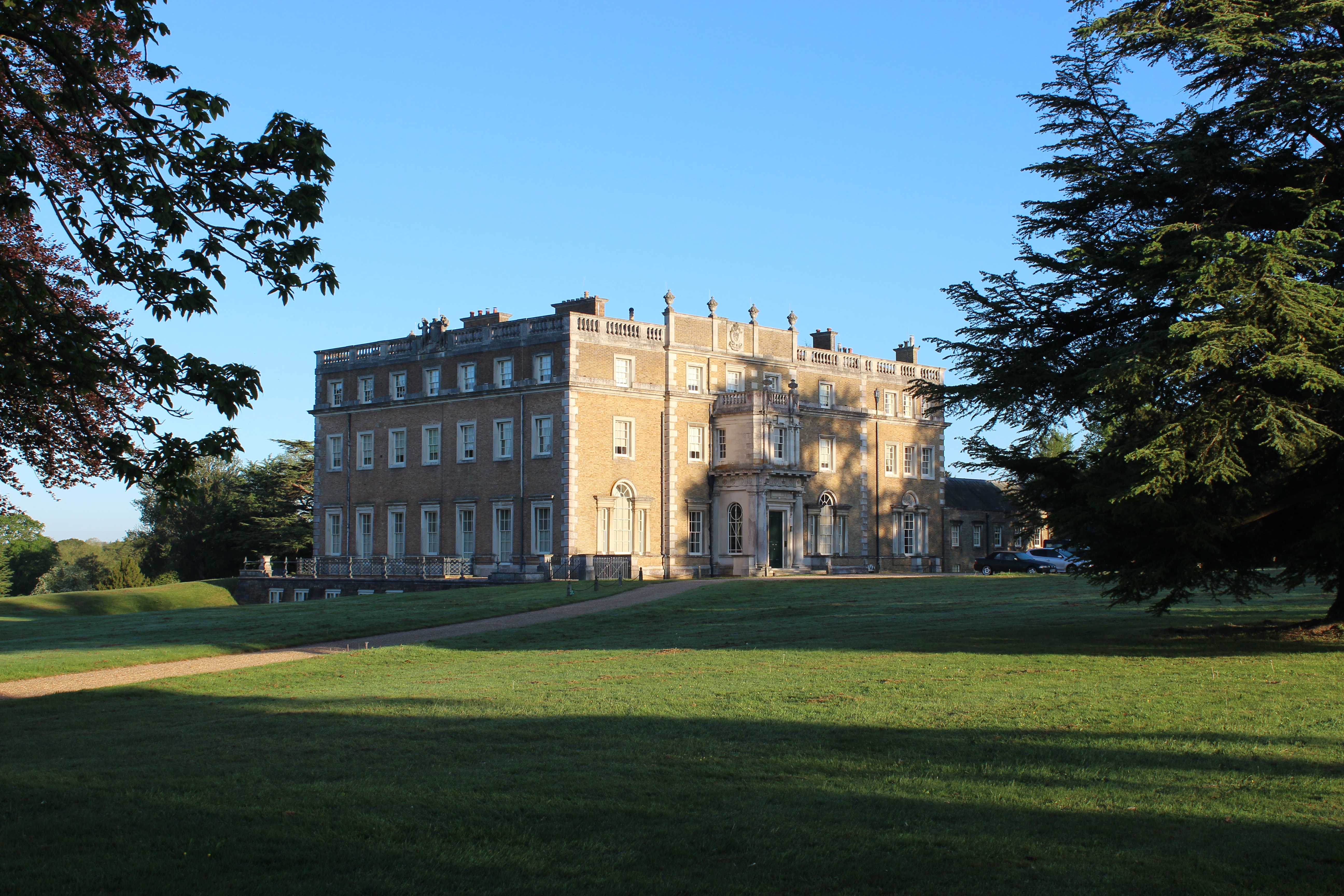
Peper Harrow House, Surrey
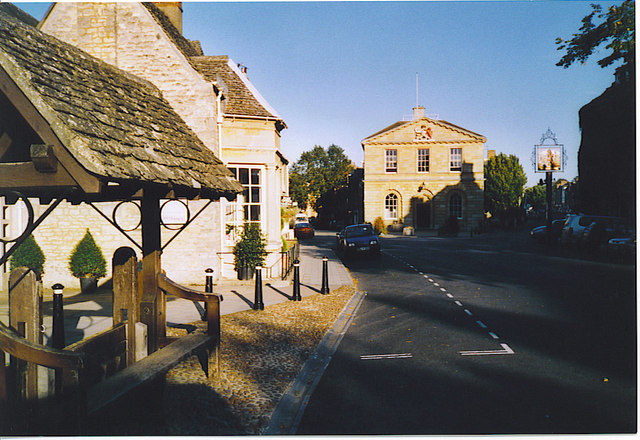
Wood Stock, stadshus
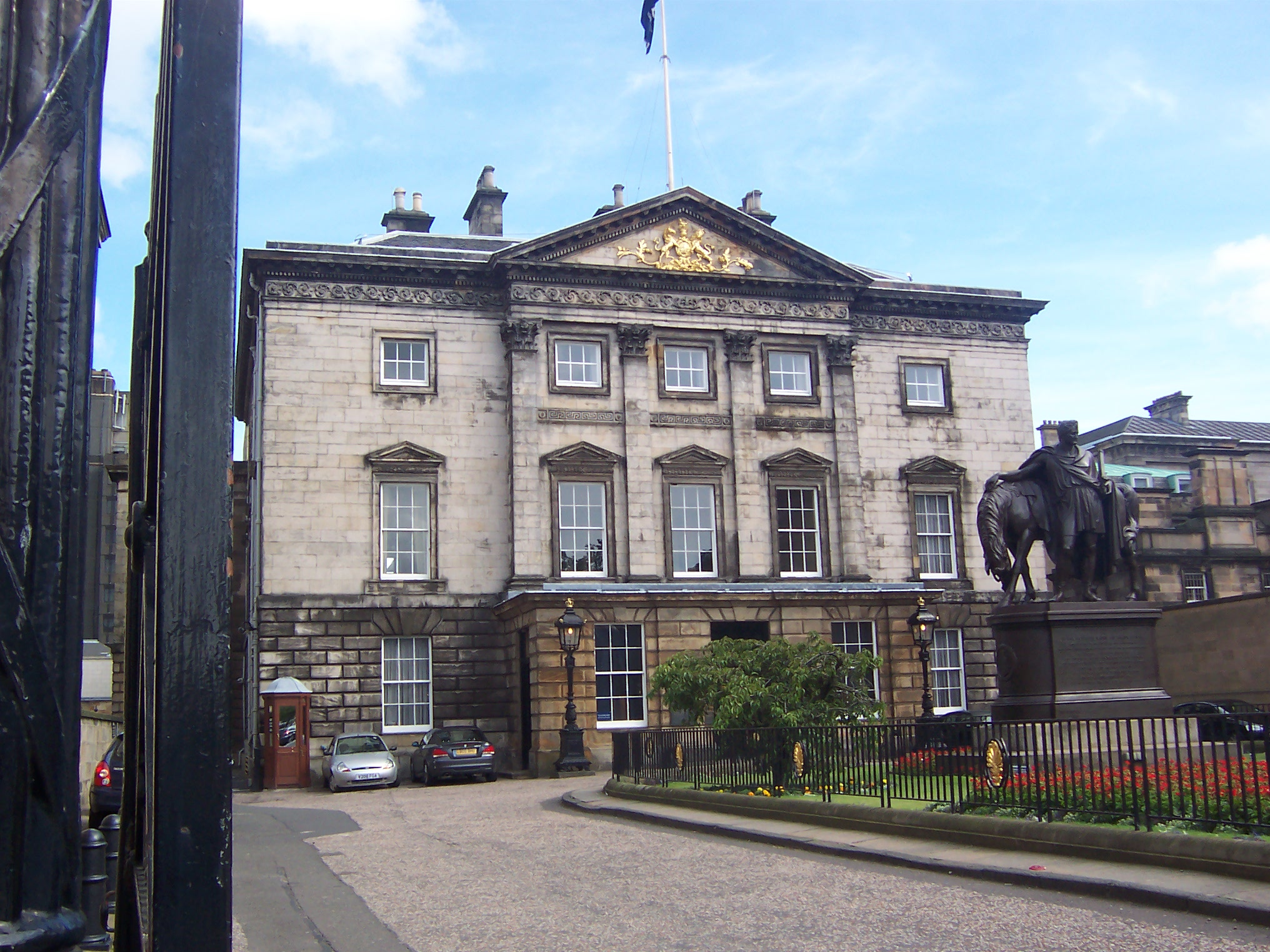
Tidigare Dundas House, Edinburgh
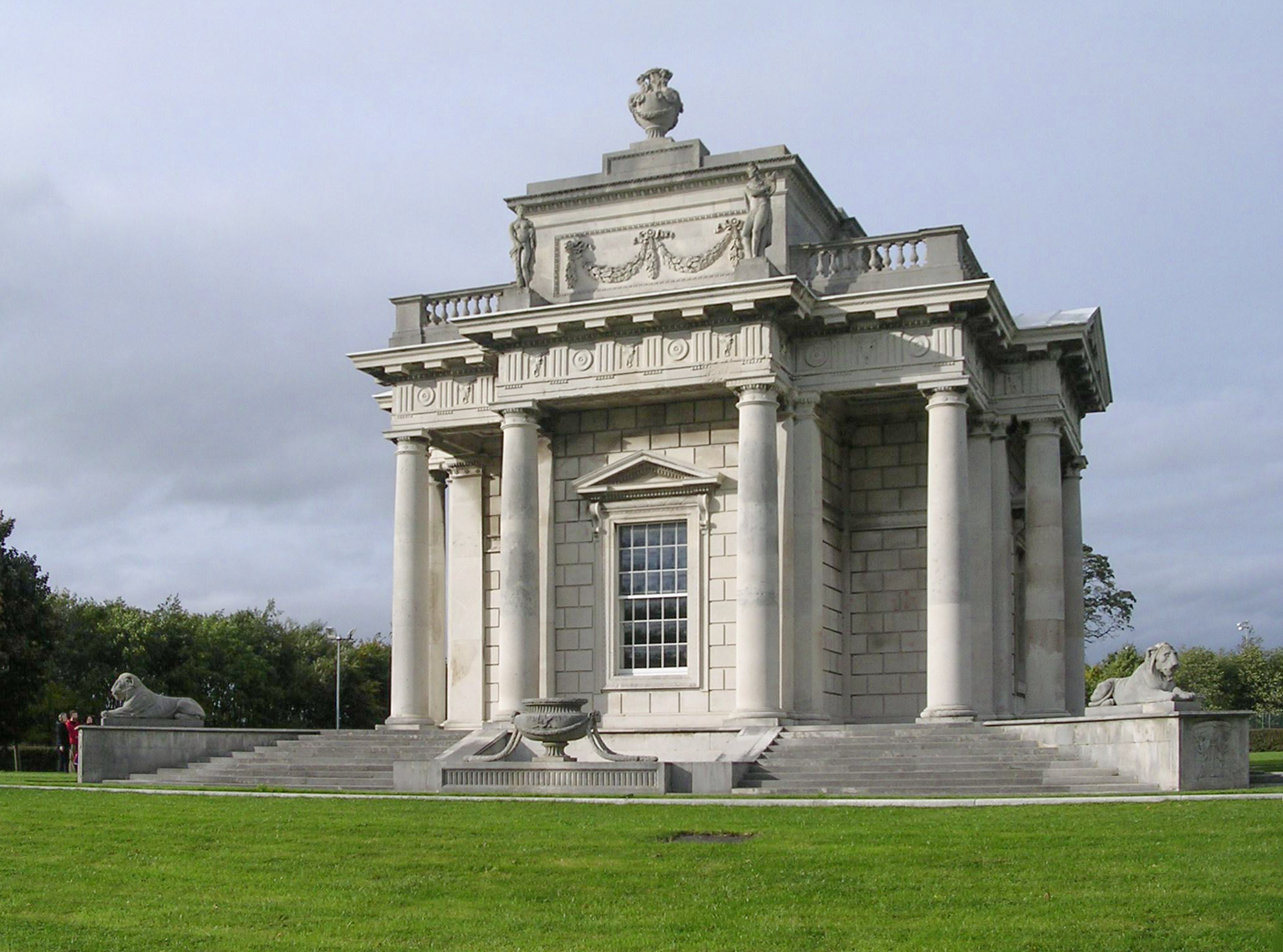
Casino vid Marino, Dublin
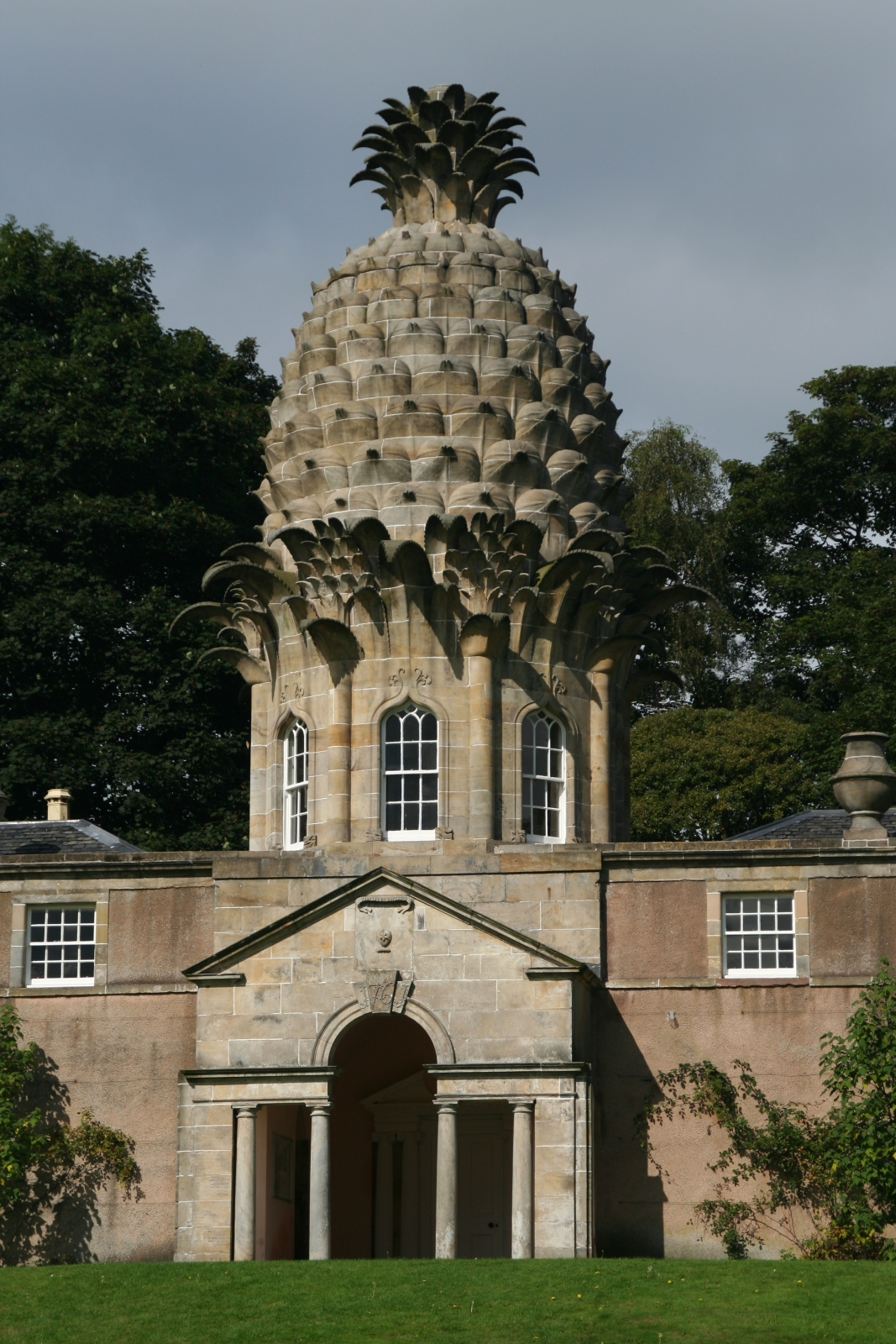
Dunmore Pineapple, Falkirk, Scotland
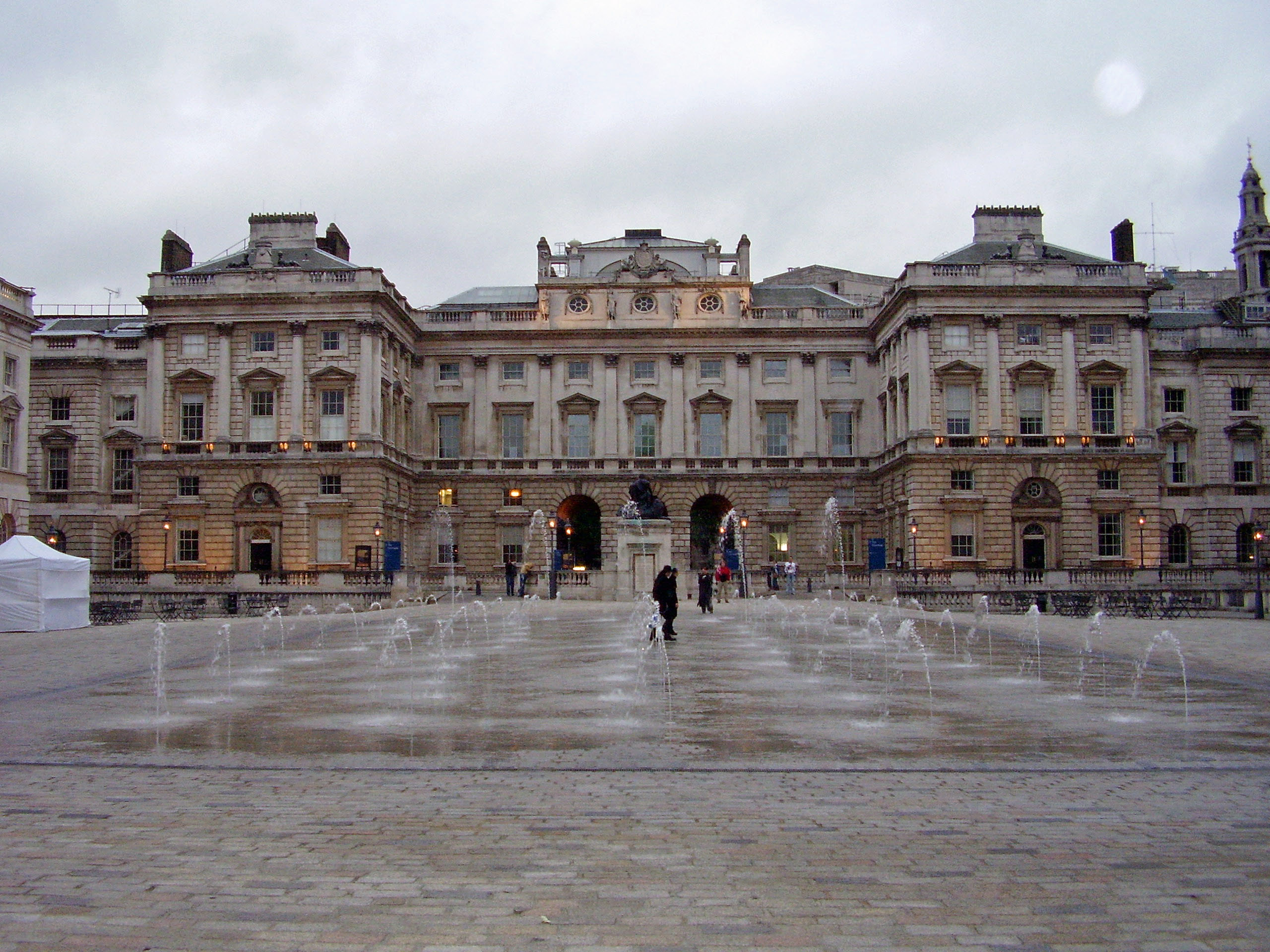
Strand block från gårdssidan, Somerset House, London
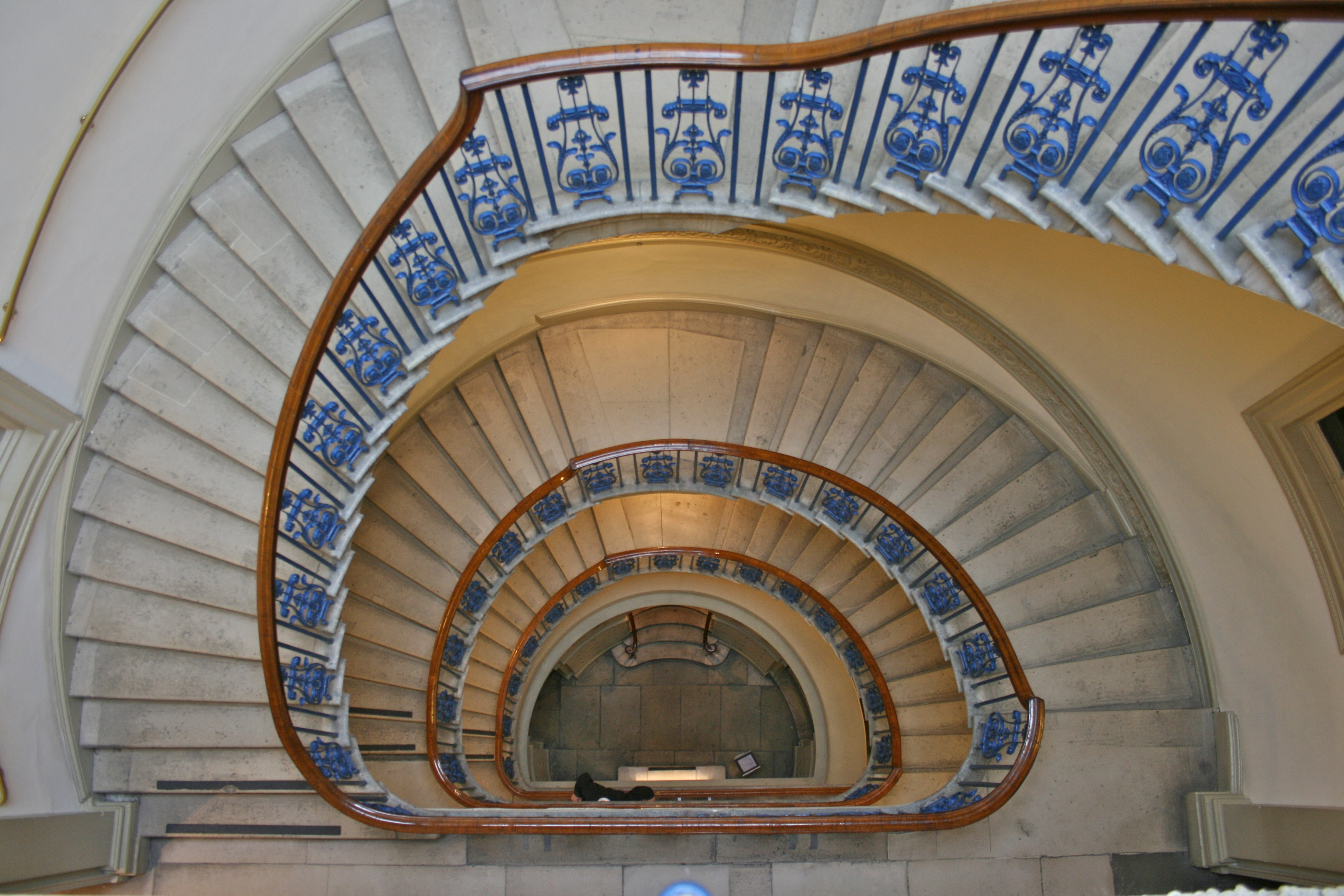
Trappa i Strand Block, Somerset House, London
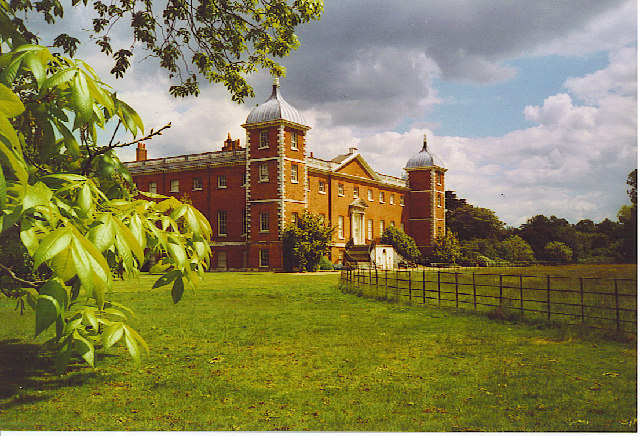
Västra sidan av Osterley House, rest från byggnad ritad av  Robert Adam
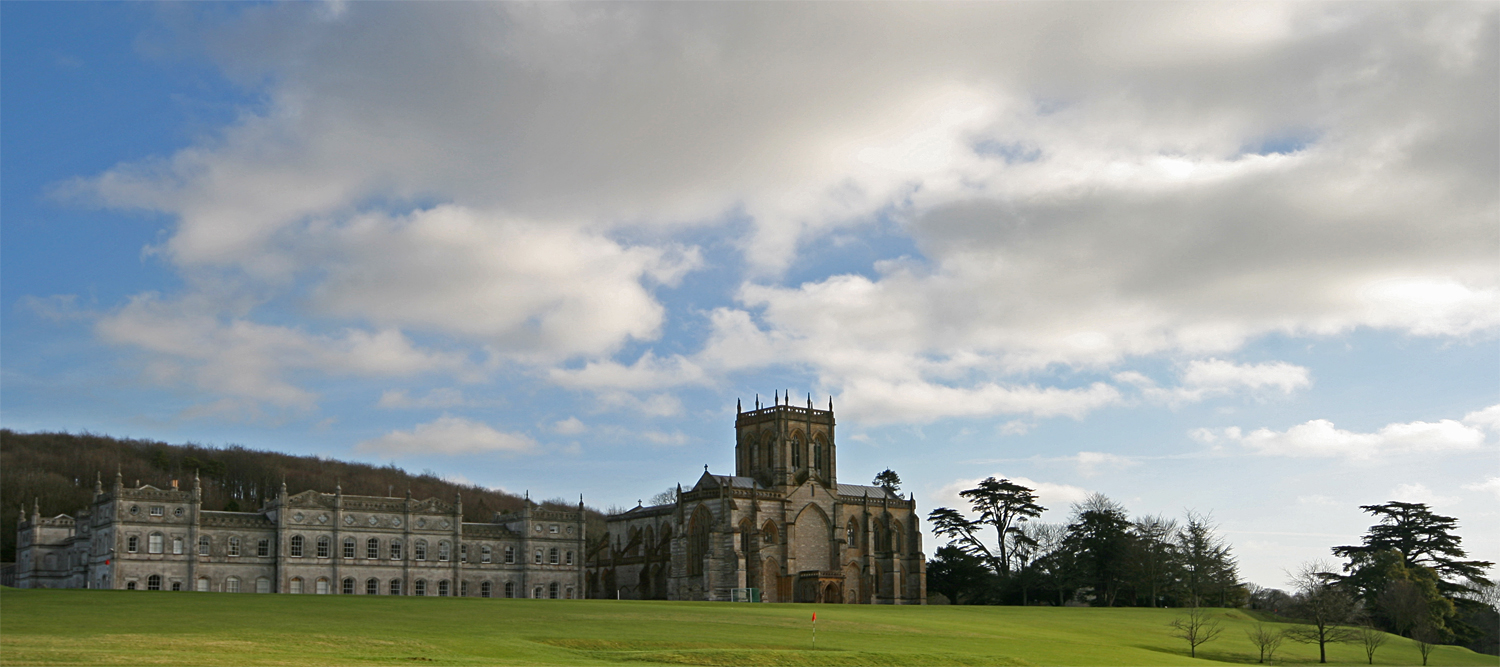
Milton Abbey i Dorset, Chambers hus ligger till vänster om kyrkan
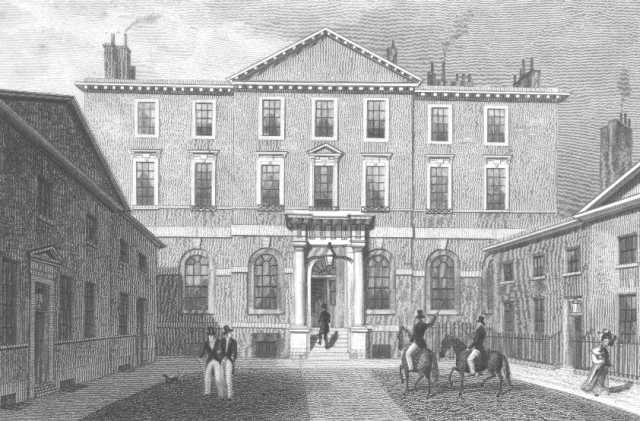
Melbourne House senare Albany i London, uppfört 1771–76, teckning av Thomas H. Shepherd från omkring 1830
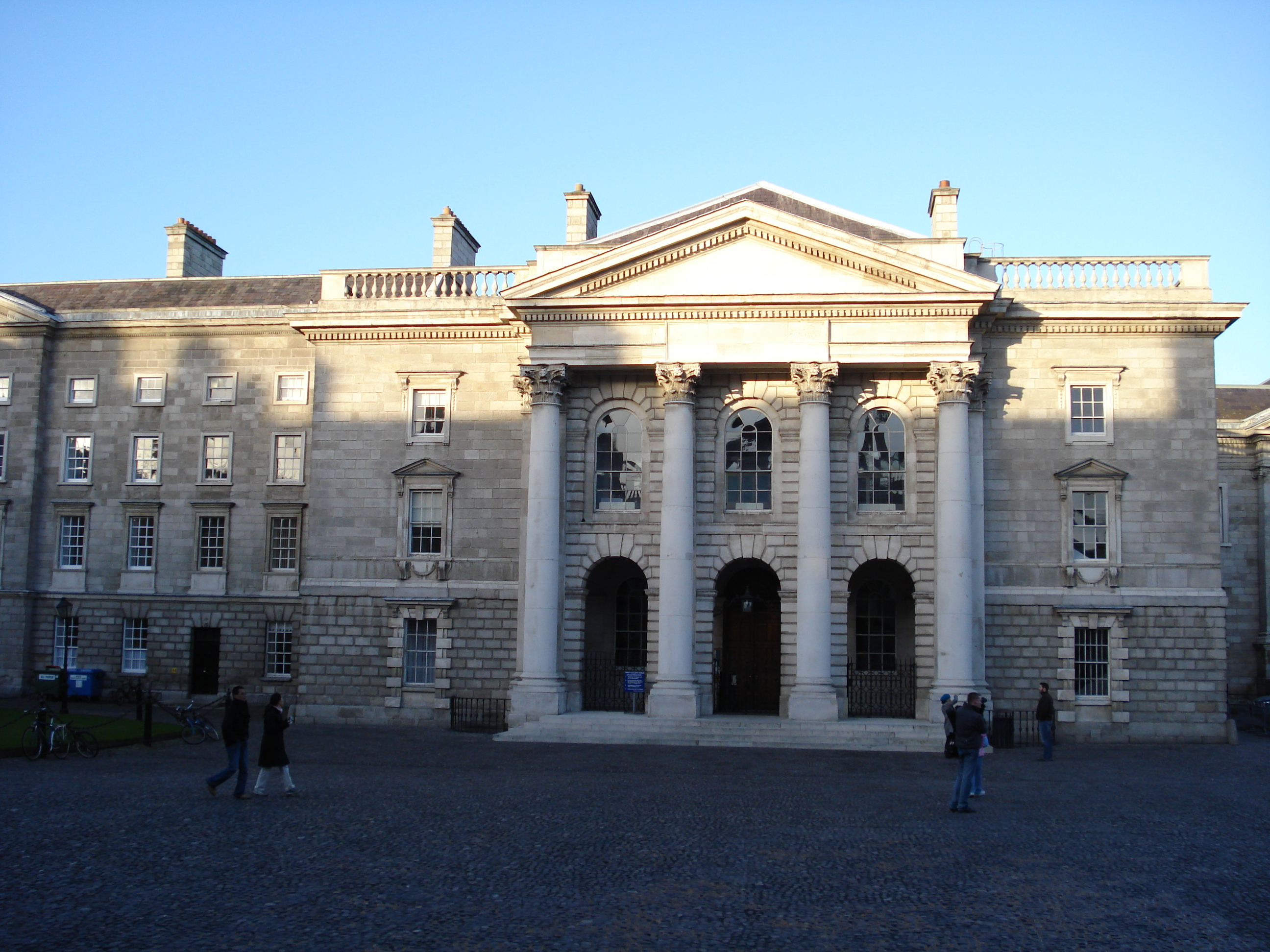
The Chapel – Kapellet – Trinity College i Dublin